# Cliff-Island-Nationalpark
Der Cliff-Island-Nationalpark (engl.: Cliff Island National Park) ist ein Nationalpark im Nordosten des australischen Bundesstaates Queensland. 

## Lage
Er liegt 1.757 km nordwestlich von Brisbane in der Princess Charlotte Bay.

## Landesnatur
Der Nationalpark besteht aus einer Felseninsel vor der Ostküste der Kap-York-Halbinsel und einem östlich vorgelagerten Korallenriff. Beide sind Teil des Great Barrier Reef Marine Park.